# 2561 Margolin
2561 Margolin је астероид главног астероидног појаса чија средња удаљеност од Сунца износи 2,430 астрономских јединица (АЈ).
Апсолутна магнитуда астероида је 13,3.